# Marcel Vonlanden
Marcel Vonlanden (* 8. September 1933 in Zürich) ist ein ehemaliger Schweizer Fussballspieler.

## Karriere

### Vereine
Vonlanden begann seine Profikarriere beim FC Fribourg im Jahr 1953. Er schaffte es mit dem Verein 1954 in den Final des Schweizer Cups, verlor diesen jedoch. 1954 wechselte er zum FC Lausanne-Sport und spielte dort bis 1962. Seinen grössten Erfolg feierte er mit dem Sieg des Schweizer Cups im Jahr 1957.

### Nationalmannschaft
Vonlanden spielte zehn Spiele für die Schweizer Fussballnationalmannschaft. Er war auch Teil des Kaders der WM 1962.